# تسوزا موكوتا
تسوزا موكوتا (مواليد 24 أكتوبر 1962) هو ملاكم من جمهورية الكونغو الديمقراطية، مثّل بلاده في الألعاب الأولمبية الصيفية 1984.

## روابط خارجية
تسوزا موكوتا على موقع بوكس ريك (الإنجليزية) (registration required)
- تسوزا موكوتا على موقع أوليمبيديا (الإنجليزية)